# Peklo
Peklo este o arie protejată (arie specială de conservare — SAC, sit de importanță comunitară — SCI) din Republica Cehă întinsă pe o suprafață de 465,19 ha, integral pe uscat.

## Localizare
Centrul sitului Peklo este situat la coordonatele 50°22′27″N 16°11′21″E / 50.374167°N 16.189167°E.

## Înființare
Situl Peklo a fost declarat sit de importanță comunitară în aprilie 2005 pentru a proteja 1 specie de plante. Situl a fost protejat și ca arie specială de conservare în mai 2014.

## Biodiversitate
Situată în ecoregiunea continentală, aria protejată conține 6 habitate naturale: Grohotișuri silicioase medio-europene, la altitudine înaltă, Cursuri de apă de la nivel de câmpie la nivel montan, cu vegetație Ranunculion fluitantis și Callitricho-Batrachion, Pante stâncoase silicioase cu vegetație casmofită, Păduri de fag Asperulo-Fagetum, Păduri de fag Luzulo-Fagetum, Păduri pe pante, grohotișuri și ravene de Tilio-Acerion.
La baza desemnării sitului se află o specie protejată de  plante: Buxbaumia viridis.